# Епархия Банмо
Епархия Банмо (лат. Dioecesis Banmavensis) — епархия Римско-католической церкви с центром в городе Банмо, Мьянма. Епархия Банмо входит в митрополию Мандалая. Кафедральным собором епархии Банмо является церковь святого Патрика.

## История
28 августа 2006 года Папа Римский Бенедикт XVI издал буллу Venerabiles Fratres, которой учредил епархию Банмо, выделив её из епархии Мьичины.

## Ординарии епархии
- епископ Raymond Sumlut Gam (28.08.2006 — по настоящее время).

## Источник
- Annuario Pontificio, Ватикан, 2007.
- Булла Venerabiles Fratres, AAS 98 (2006), стр. 689 (лат.)